# Vojvodina Novi Sad
Vojvodina Novi Sad (Sportsko društvo Vojvodina Novi Sad, SD Vojvodina), bildad 1914, är en sportklubb i Novi Sad i Vojvodina i Serbien.

## Sektioner
- OK Vojvodina - volleyboll
- FK Vojvodina - fotboll
- KK Vojvodina - basket